# Operation Tarbrush
Operation Tarbrush war der Deckname einer Serie von alliierten Kommandoüberoperationen im Jahr 1944 während des Zweiten Weltkrieges. Diese wurden durch das (interalliierten) Kommando Nr. 10 an der nordfranzösischen Küste durchgeführt. Ziel dieser Kommandooperationen war die Erkundung möglicher Landungsstrände und ihrer Verteidigungsanlagen (Minen, Fallen etc.)

## Einzelunternehmen
| Deckname    | Datum            | Truppenteil | Ziel       |
| ----------- | ---------------- | ----------- | ---------- |
| Tarbrush 3  | 16./17. Mai 1944 |             | Bray-Dunes |
| Tarbrush 5  | 15./16. Mai 1944 |             | Dünkirchen |
| Tarbrush 8  | 15./16. Mai 1944 |             | Quend      |
| Tarbrush 10 | 17./18. Mai 1944 |             | Onival     |